# ابن‌مشطوب
عمادالدین احمد بن علی — معروف به ابن‌مشطوب —، یکی از فرمانداران و کارگزاران ایوبیان در شام که جنگ صلیبی پنجم، دسیسه‌ای در سپاه ایوبی به راه انداخت تا الکامل را از حکومت خلع و برادرش فائز را جانشین وی سازد. اکثر فرماندهان کُرد سپاه به عمادالدین پیوستند و رسیدن این خبر به الکامل موجب نگرانی وی گردید و ناامیدانه به فکر فرار به یمن افتاد اما رسیدن خبر نزدیکی سپاه سبب شد تا در ۵ فوریه ۱۲۱۹ م به سمت جنوب شرق و قریهٔ اشموم طناح عقب‌نشینی کند که منجر به سقوط عادلیه شد. با این حال  در این هنگام که با فرار الکامل و سقوط عادلیه و محاصرهٔ دمیاط وضعیت وخیمی ایجاد شده بود، المعظم عیسی دعوت مصریان را اجابت نموده و عازم مصر گردید. با حضور وی، الکامل مجدداً روحیهٔ خود را بازیافته و توانست با کمک برادرش، ابن‌مشطوب را شکست و تبعید نماید. فائز نیز به سنجار تبعید شده تا مبادا شورشی علیه الکامل و المعظم به راه بیندازد.